# Miguel Walsh
Miguel Nicolás Walsh (Buenos Aires, 1987) es un matemático argentino que trabaja principalmente en teoría de números y teoría ergódica. Actualmente es Profesor Titular de la Universidad de Buenos Aires.
Fue poseedor de la Clay Research Fellowship del Clay Mathematics Institutey Fellow de Merton College en la Universidad de Oxford.
También se desempeñó como Miembro del Mathematical Sciences Research Institute en Berkeley, Senior Fellow del Institute for Pure and Applied Mathematics en UCLA y von Neumann Fellow del Instituto de Estudios Avanzados en Princeton.
Es sobrino nieto del periodista y escritor Rodolfo Walsh, desaparecido en la última dictadura militar argentina. Creció en el barrio porteño de Palermo y cursó sus estudios primarios y secundarios en la Escuela Argentina Modelo. Se doctoró en la Universidad de Buenos Aires en 2012.
En 2013 recibió el Premio MCA del Congreso Matemático de las Américas por sus contribuciones a la teoría ergódica y la teoría de números. En 2014, fue galardonado con el Premio Ramanujan ICTP otorgado por la Unión Matemática Internacional (IMU) y el Centro Internacional de Física Teórica (ICTP). Es el ganador más joven de ambos premios.
En 2018 fue seleccionado como orador invitado del Congreso Internacional de Matemáticos. Fue orador plenario del Congreso Matemático de las Américas 2021. 
En 2024 fue galardonado con el IMSA Prize del Institute of the Mathematical Sciences of America durante la Mathematical Waves Conference en Miami,el Premio UMALCA de la Unión Matemática de América Latina y el Caribey el Premio Salem del Instituto de Estudios Avanzados de Princeton.